# Rinoceronte-negro-ocidental
O rinoceronte-negro-ocidental (Diceros bicornis longipes), também conhecido como rinoceronte-negro-da-áfrica-ocidental foi a subespécie mais rara de rinoceronte-negro (Diceros bicornis). Em setembro de 2011 foi considerado como subespécie extinta pela IUCN.. Esteve uma vez estendido na savana do centro-oeste da África, mas a população diminuiu devido à caça predatória

## Descrição
O rinoceronte-negro-ocidental media de 3 a 3,8 metros de largura, tinha uma altura de 1,4 a 1,7 metros e pesava de 800 a 1 350 quilogramas.. Tinham dois chifres, o primeiro media desde 0,5 até 1,3 metros e o segundo de 2 a 55 centímetros Como todos os rinocerontes negros, podia ser encontrado na savana.
O rinoceronte-negro-ocidental foi alvo proeminente de caçadores no início do século 20, mas a população cresceu nos anos 30 depois que medidas de preservação foram tomadas. Os esforços preservacionistas, no entanto, declinaram ao passar do tempo, assim como o número de rinocerontes-negros-ocidentais. Em 1980, a população era de centenas. Não se sabia de nenhum animal cativo, mas se acreditava em 1988 que em torno de 20 ou 30 eram mantidos para fins de reprodução.  A caça ilegal continou, e em 2000 era estimado que apenas 10 animais sobreviveram. Em 2001, o número diminuiu para 5.
Um dos motivos mais fortes para a extinção da espécie reside na abrangência da caça ilegal, e na ineficiência dos esforços para prevenção da prática. O rinocerente-negro-ocidental foi avistado pela última vez em 2006, no Camarões. Foi oficialmente declarado extinto em 2011.